# Merionoeda caelata
Merionoeda caelata är en skalbaggsart som beskrevs av Holzschuh 2008. Merionoeda caelata ingår i släktet Merionoeda och familjen långhorningar. Inga underarter finns listade i Catalogue of Life.